# Neolamprologus caudopunctatus
Neolamprologus caudopunctatus là một loài cá thuộc họ Cichlidae. Nó là loài đặc hữu của hồ Tanganyika where is occurs dọc theo Zambian shores.